# 코로니스족

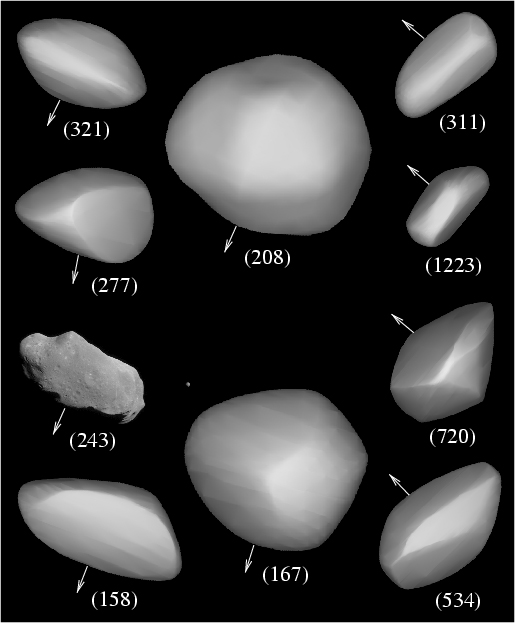
NASA에서 제작한 코로니스족 소행성들의 컴퓨터 그래픽 모습.

코로니스족(영어: Koronis family 또는 Koronian family)은 화성과 목성 사이 소행성대에 위치한 소행성족으로, 약 20억 년 전쯤에 천체 2개가 충돌하여 형성되었다고 추정된다. "코로니스족"이라는 이름은 코로니스족 소행성 중 가장 먼저 발견되었던 158 코로니스의 이름을 땄다.
지금까지 발견된 코로니스족 소행성의 개수는 300개가 넘지만, 지름 20 km가 넘는 소행성은 20개 정도밖에 되지 않는다. 가장 큰 코로니스족 천체는 208 라크리모사로, 지름이 약 41 km이다.
1993년 8월 28일 갈릴레오 탐사선이 코로니스족 소행성인 243 이다 근처를 지나갔다.

## 크기가 큰 코로니스족 소행성들
| 이름 | 이름       | 평균 지름 | 궤도 긴반지름 | 궤도 경사 | 궤도 이심률 | 발견 년도 |
| ---- | ---------- | --------- | ------------- | --------- | ----------- | --------- |
| 158  | 코로니스   | 35.4 km   | 2.867 AU      | 1.00°     | 0.057       | 1876      |
| 167  | 우르다     | 39.9 km   | 2.855 AU      | 2.21°     | 0.035       | 1876      |
| 208  | 라크리모사 | 41.0 km   | 2.895 AU      | 1.751°    | 0.015       | 1879      |
| 243  | 이다       | 31.3 km   | 2.861 AU      | 1.138°    | 0.046       | 1884      |
| 263  | 드레스다   | 23.0 km   | 2.886 AU      | 1.314°    | 0.079       | 1886      |
| 277  | 엘비라     | 27.0 km   | 2.887 AU      | 1.156°    | 0.089       | 1888      |
| 311  | 클라우디아 | 24.0 km   | 2.897 AU      | 3.225°    | 0.008       | 1891      |
| 321  | 플로렌티나 | 27.0 km   | 2.886 AU      | 2.594°    | 0.043       | 1891      |
| 534  | 나소비아   | ?         | 2.884 AU      | 3.277°    | 0.057       | 1904      |
| 720  | 보흐리니아 | ?         | 2.888 AU      | 2.359°    | 0.014       | 1911      |
| 1223 | 네카어     | ?         | 2.8690752 AU  | 2.55052º  | 0.0605204   | 1931      |
| 9908 | 아우에     | ?         | 2.900 AU      | 2.68°     | 0.0355      | 1971      |

## 같이 보기
- 소행성족
- 243 이다